# Versorgungsrücklage
Der Begriff der Versorgungsrücklage wurde 1997 mit dem damals neu geschaffenen § 14a des Bundesbesoldungsgesetzes eingeführt. Sie soll die Zahlung der Versorgungsleistungen für pensionierte Beamte (Versorgungsempfänger) sicherstellen. Mit dem Separieren von Geldern in einem Sondervermögen wollen Gebietskörperschaften für die absehbar zunehmenden Pensionslasten der öffentlichen Haushalte (auch „Pensionslawine“ genannt) vorsorgen. Die Pensionslasten nehmen aufgrund demographischer Veränderungen und des Anstiegs der Zahl der Versorgungsempfänger zu.

## Allgemeines
Nach bisherigem Verständnis sind Versorgungsleistungen für Beamte aus dem laufenden Haushalt des Staates zu zahlen. Dies ergibt sich aus dem Alimentationsprinzip, nach dem der Dienstherr verpflichtet ist, Beamten während des aktiven Dienstes, bei Krankheit und Invalidität sowie nach dem Ausscheiden aus dem aktiven Dienst aus Altersgründen einen der Bedeutung und dem sozialen Status seines Amtes entsprechenden angemessenen Lebensunterhalt zu gewährleisten.
Die Finanzierung der Pensionen der Beamten ist damit in einer dem Umlageverfahren der Gesetzlichen Rentenversicherung entsprechenden Weise geregelt: es gibt keine Rücklagen für später zu zahlende Pensionen. Auf die öffentlichen Haushalte kommen in den nächsten Jahrzehnten hohe Belastungen aus diesen Pensionsverpflichtungen zu:
- die Beamtenpensionen an den einzelnen Pensionär werden immer länger zu zahlen sein, weil die Lebenserwartung der Menschen deutlich zugenommen hat und möglicherweise weiter zunehmen wird
- der Anteil der Bevölkerung im erwerbsfähigen Alter – und damit hauptsächliche Quelle des Steueraufkommens der öffentlichen Haushalte – wird sinken und
- die absolute Zahl der Erwerbstätigen wird sinken (siehe Alterung der Bevölkerung).

Zur Steigerung der Pensionslasten trägt weiterhin bei, dass in der Reformeuphorie der 1960er und 1970er Jahre im öffentlichen Dienst viele zusätzliche Stellen geschaffen wurden. Die damals neu eingestellten Beamten werden seit etwa 2010 pensioniert; dies belastet die öffentlichen Haushalte immer stärker. Zur Entlastung der öffentlichen Haushalte der kommenden Jahrzehnte haben Bund und Länder seit einigen Jahren mit dem Aufbau von Versorgungsrücklagen begonnen und (in unterschiedlichem Ausmaß) auch mit dem Aufbau von sogenannten Versorgungsfonds (siehe unten).
Nach § 14a des Bundesbesoldungsgesetzes werden beim Bund und den Ländern Versorgungsrücklagen als Sondervermögen aus der Verminderung der Besoldungs- und Versorgungsanpassungen gebildet. Hierzu wird das Besoldungs- und Versorgungsniveau der Beamten und Pensionäre in jährlichen Schritten von je 0,2 % abgesenkt, indem die gesetzlich beschlossenen Gehaltsanpassungen der Beamten und die daraus resultierenden Anpassungen der Pensionen in den Jahren zwischen 1999 und 2017 entsprechend vermindert werden. Die dadurch eingesparten Beträge sollen einem Sondervermögen zugeführt werden. Die Mittel dieser Sondervermögen dürfen laut Gesetz nur zur Finanzierung künftiger Versorgungsausgaben verwendet werden.
Mit dem Versorgungsänderungsgesetz 2001 wurde darüber hinausgehend der von Beamten mit jedem Dienstjahr erworbene Pensionsanspruch auf 1,79375 % der ruhegehaltfähigen Dienstbezüge verringert, gleichzeitig wurde die Höchstgrenze der Beamtenpensionen um 3,25 % (in Bezug auf die ursprünglichen Dienstbezüge – das bedeutet faktisch eine Kürzung der Pensionen um 4,33 %) abgesenkt und die Höhe der Witwenversorgung um 5 % verringert. Die sich hieraus ergebenden Einsparungen sollen zu 50 % den Versorgungsrücklagen zugeführt werden.
Bund und Länder können im Rahmen dieser generellen Vorschrift für ihren Bereich Einzelregelungen erlassen.

## Versorgungsrücklage und Versorgungsfonds des Bundes
Der Bund hat die entsprechenden Einzelregelungen im Versorgungsrücklagegesetz (VersRücklG) festgelegt. Das Gesetz trifft im 1998 verabschiedeten Abschnitt 1 Regelungen zum Sondervermögen „Versorgungsrücklage des Bundes“. Im später verabschiedeten Abschnitt 2 des Gesetzes werden Regelungen für das Sondervermögen „Versorgungsfonds des Bundes“ getroffen.
Die Versorgungsrücklage des Bundes wird durch das Bundesministerium des Innern verwaltet. Hierzu bedient sich das Innenministerium der Bundesbank (§ 5 VersRücklG). Die angesammelten Gelder einschließlich der Erträge sind in handelbaren Schuldverschreibungen des Bundes zu marktüblichen Bedingungen anzulegen. Die im Sondervermögen „Versorgungsrücklage des Bundes“ bis zum Jahr 2017 angesparten Mittel werden in den folgenden 15 Jahren zur schrittweisen Entlastung der öffentlichen Haushalte von Versorgungsaufwendungen eingesetzt (§ 7 VersRücklG).
Unabhängig vom Sondervermögen „Versorgungsrücklage des Bundes“ wurde im Abschnitt 2 des Gesetzes (der Bundestag hat den Abschnitt 2 am 9. November 2006 als Änderung zum „Gesetz über die Versorgungsrücklage des Bundes“ aus dem Jahr 1998 beschlossen) das Sondervermögen „Versorgungsfonds des Bundes“ eingerichtet. Dieses Sondervermögen dient der Finanzierung der Versorgungsausgaben für Beamte, Richter und Berufssoldaten, deren Dienst- oder Beschäftigungsverhältnis ab 2007 begründet worden ist. Die Mittel dieses Sondervermögens können im Rahmen eines passiven, indexorientierten Managements bis zu maximal 10 Prozent des Sondervermögens auch in Aktien angelegt werden. Dem Sondervermögen „Versorgungsfonds des Bundes“ werden aus den Haushalten der öffentlichen Arbeitgeber regelmäßig Beiträge überwiesen, die auf der Grundlage versicherungsmathematischer Berechnungen die späteren Pensionsansprüche abdecken sollen. Die Erträge aus dem Sondervermögen stärken den Vermögensbestand. Die Versorgung der ab 2007 eingestellten Bundesbeamten ist damit zumindest formal auf eine Art Kapitaldeckungsverfahren umgestellt, selbst wenn die Verpflichtung des Bundes zur Zahlung entsprechender Versorgungsleistungen nicht auf die Mittel der entsprechenden Fonds beschränkt ist und somit weiterhin Verpflichtungen zur Pensionszahlung in den allgemeinen Haushalt hineinreichen.

Hierzu erklärte Bundesinnenminister Wolfgang Schäuble: 

„Mit der Errichtung eines Versorgungsfonds wird die Finanzierung der Beamten- und Soldatenversorgung für Neueinstellungen auf vollständige Kapitaldeckung umgestellt. Mit den jetzt beschlossenen Rückstellungen für neu eingestellte Beamtinnen und Beamte werden die Versorgungskosten der Periode zugeordnet, in der die Versorgungsansprüche tatsächlich begründet werden. Dies schafft Transparenz und Vergleichbarkeit bei den Personalausgaben. Finanzielle Lasten werden nicht mehr den nachfolgenden Generationen aufgebürdet.“

Für die wirtschaftliche Bewertung ist vor allem maßgebend, ob die Bildung entsprechender Versorgungsrücklagen bei ansonsten ausgeglichenem Haushalt stattfindet – dann handelt es sich um echte Rücklagen und damit um nachhaltiges Haushalten – oder ob der Rücklagenbildung eine entsprechend höhere Verschuldung der öffentlichen Haushalte gegenübersteht. Im zweiten Fall ist mit der Rücklagenbildung keine wirkliche Entlastung zukünftiger Generationen verbunden.
Gleichwohl wäre die Bildung entsprechender Rücklagen selbst bei gleichzeitig erhöhter Verschuldung ein Schritt in Richtung auf Offenlegung der zukünftigen Lasten hin. Unter Wirtschaftlichkeitsgesichtspunkten muss aber im Fall von Versorgungsrücklagen bei gleichzeitiger Verschuldung mindestens sichergestellt werden, dass die Kapitalanlage des Versorgungsfonds durchschnittlich mindestens eine Rendite erzielt, die den Kreditfinanzierungskosten des Bundes entspricht.
Eine andere Auswirkung der Neuregelung besteht darin, dass nunmehr die Pensionslasten haushaltsmäßig dem Ressort zugeordnet werden, dem das Personal zugeordnet ist. In der Vergangenheit wurden die Personalkosten zum Beispiel der Streitkräfte zwar im Verteidigungsetat verbucht. Die Kosten der Pensionen ehemaliger Soldaten wurden aber nicht aus dem Etat des Verteidigungsministeriums (Einzelplan 14) getragen, sondern wie die Versorgungsleistungen aller anderen ehemaliger Beamten und Richter des Bundes dem Einzelplan 33 (Versorgung) zugeordnet.
Die Neuregelung wird dazu führen, dass Pensionslasten den jeweiligen Ressorts oder den Einzelplänen des Haushalts zugeordnet werden können.
Zum Jahresende 2020 betrug die Nettoposition (das Eigenkapital) des Versorgungsfonds des Bundes (Bundesanteil) rund 7,7 Mrd. Euro, die Nettoposition der Versorgungsrücklage des Bundes (Bundesanteil) rund 17,1 Mrd. Euro.

## Versorgungsrücklagen der Länder
Die einzelnen Bundesländer haben eigene Gesetze zur Regelung der Versorgungsrücklage geschaffen, die sich nur in Einzelpunkten – insbesondere in Bestimmungen zur Anlagepolitik – unterscheiden.

### Baden-Württemberg
Die Sondervermögen sollen sicherheits- und ertragsorientiert angelegt werden. Dabei können bis zu 50 Prozent in Aktien angelegt werden. Zum Jahresende 2017 betrug der Marktwert der Versorgungsrücklage und des Versorgungsfonds insgesamt 6,53 Mrd. Euro, bei einer Aktienquote von 41,2 %. Zum 30. September 2020 betrug der Marktwert insgesamt 8,3 Mrd. Euro.

### Bayern
Das Sondervermögen soll nach dem Kriterium der größtmöglichen Sicherheit und Rentabilität angelegt werden. Dabei werden bis zu 35 Prozent in Aktien angelegt. Davon wiederum entfallen auf den EURO STOXX 50 und den DAX jeweils 33 %, weitere 27 % auf den MSCI World und die übrigen 7 % auf den MDAX.
Zwischen 2008 und 2012 flossen für jeden neu eingestellten Beamten pauschal 500 Euro pro Monat aus dem Staatshaushalt in den „Bayerischen Pensionsfonds“. Seit 2013 werden jährlich 110 Mio. Euro eingezahlt. Zum Jahresende 2018 betrug der Marktwert des Fonds rund 2,79 Mrd. Euro. Seit der ersten Einzahlung im Jahr 1999 bis Ende 2018 wurden rund 1,94 Mrd. Euro eingezahlt und eine Nettorendite von 0,85 Mrd. Euro erzielt. Das entspricht einer Verzinsung von durchschnittlich 4,26 % im Jahr.

### Berlin
Das Sondervermögen darf in Schuldverschreibungen des Bundes beziehungsweise der Länder oder vergleichbarer Schuldner angelegt werden. Bis zu 15 % der Mittel durften bis 2017 in Aktien angelegt werden. Im Jahr 2017 wurde die zulässige Aktienquote auf 25 % angehoben. Die Deutsche Bundesbank gewährleistet dabei Investitionen in Unternehmen, deren Geschäftsmodell den Zielen der Klimaneutralität zuwiderläuft, zu vermeiden. Zum Jahresende 2019 wies das Sondervermögen bei einer Aktienquote von 27 % einen Marktwert von rund 1,25 Mrd. Euro auf.

### Brandenburg
Anlage des Vermögens in Schuldverschreibungen des Bundes beziehungsweise der Länder oder vergleichbarer Papiere. Mit der Anlage war die Landeszentralbank Berlin-Brandenburg betraut. Im Jahr 2013 geriet das Sondervermögen in die Kritik, da fragwürdige Anlagen beispielsweise im Krisenland Zypern und in der Steueroase Cayman Islands getätigt wurden. Das verwaltete Vermögen betrug 290 Mio. Euro im Jahr 2013. Zum Jahresende 2017 endete die gesetzliche Pflicht zur Bildung eines Sondervermögens und die Versorgungsrücklage wurde aufgelöst.

### Bremen
Aus dem Sondervermögen wurden in den Jahren 2018 und 2019 jeweils rund 9,2 Mio. Euro entnommen. Mit dem Doppelhaushalt 2020/21 wurde es komplett aufgelöst und die übrigen rund 80 Mio. Euro verbraucht.

### Hamburg
Der Finanzsenator regelt die Anlagerichtlinien, die Anlagepolitik muss dabei den Richtlinien des Versicherungsaufsichtsgesetzes entsprechen. Aktien gehören nicht zu den Anlagen. Zum Jahresende 2017 betrug das Eigenkapital des Versorgungsfonds der Stadt Hamburg rund 659 Mio. Euro. Die Einzahlungen für 2017 beliefen sich auf rund 71 Mio. Euro. Durch Gesetzesänderung wurden zum Jahresbeginn 2018 der Versorgungsfonds aufgelöst und mit zwei weiteren Fonds zum Sondervermögen „Altersversorgung der Freien und Hansestadt Hamburg“ zusammengefasst. Zum Jahresende 2018 betrug der Marktwert des Fonds rund 1,15 Mrd. Euro. Im Kalenderjahr 2018 wurde dem Fond bereits mehr Geld entnommen als zugeführt wurde und für die Jahre ab 2019 sind jeweils Entnahmen von rund 90 Mio. Euro jährlich beschlossen.

### Hessen
Anlage der Mittel des Sondervermögens erfolgt zu marktüblichen Bedingungen in festverzinslichen Wertpapieren, Aktien und Anteilen an Immobilienfonds. Dabei ist die Aktienquote auf 30 % begrenzt. Das Sondervermögen wird seit 2019 nach den Prinzipien für verantwortliches Investieren (UNPRI) angelegt. Im Jahr 2019 betrug der Marktwert des Vermögens rund 3,7 Mrd. Euro. Davon waren rund 0,99 Mrd. Euro in Aktien angelegt, entsprechend einer Aktienquote von rund 26,7 %.

### Mecklenburg-Vorpommern
Anlage der Sondervermögen orientieren sich im Rahmen einer langfristigen Anlagestrategie an den Zielen Sicherheit, Liquidität und Rendite. Dazu kann in Schuldverschreibungen öffentlicher Emittenten der Eurozone, Pfandbriefe aus Euro Ländern und Aktien aus dem DAX oder dem EURO STOXX 50 auch mittels ETF investiert werden. Die gesetzlich zum Jahresende 2017 ausgelaufene Einzahlungsphase wurde bis zum Jahresende 2022 verlängert. Ab 2023 sollen die Mittel der Versorgungsrücklage ausgezahlt werden. Zum Jahresende 2018 betrug der Marktwert der Versorgungsrücklage rund 153 Mio. Euro und der Marktwert des Versorgungsfonds rund 340 Mio. Euro.

### Niedersachsen
Anlage der Mittel des Sondervermögens in Schuldscheindarlehen oder in handelbaren Schuldverschreibungen der Länder und des Bundes und der Mitgliedsstaaten der Europäischen Wirtschafts- und Währungsunion. Durch eine Gesetzesänderung wurde es möglich, bereits ab 2009 die Mittel aus der Versorgungsrücklage zu verwenden. Seit dem Jahr 2010 erfolgen keine Zuführungen mehr in die Versorgungsrücklage. Zum Jahresende 2017 betrug der Marktwert der Versorgungsrücklage noch rund 531 Mio. Euro.

### Nordrhein-Westfalen
Das Land hat (wie der Bund) im Jahr 1999 eine Versorgungsrücklage eingerichtet, die ab dem Jahr 2018 die Versorgungsausgaben schrittweise unterstützen sollte. Zusätzlich bestand seit Januar 2006 der Versorgungsfonds des Landes, in welchem für jeden neu eingestellten Beamten und Richter 500 Euro je Monat zugeführt wurden. Die Anlage der Sondervermögen erfolgte durch das Finanzministerium zu marktüblichen Konditionen beispielsweise in Schuldverschreibungen und Anleihen des Landes Nordrhein-Westfalen, anderer Bundesländer, des Bundes und der EU-Staaten.
Zum Jahresende 2016 sind die Vermögen der Versorgungsrücklage und des Versorgungsfonds vollständig auf den „Pensionsfonds des Landes Nordrhein-Westfalen“ übergegangen. Die Einzahlungen beliefen sich bis dahin auf rund 8,4 Mrd. Euro. Dies entspricht einer durchschnittlichen jährlichen Einzahlung von über 460 Mio. Euro seit dem Jahr 1999. Ab dem Jahr 2018 sollten dem Pensionsfonds jährlich noch 200 Mio. Euro zugeführt werden. Ende 2018 belief sich der Pensionsfonds auf 11,9 Mrd. Euro. Davon werden rund 12 % in nachhaltige Aktienanlagen investiert.

### Rheinland-Pfalz
Eine für diesen Zweck gegründete Anstalt des öffentlichen Rechts mit Sitz in Koblenz erwarb mit den Mitteln des Sondervermögens Schuldverschreibungen des Landes Rheinland-Pfalz zu marktgerechten Konditionen. Rheinland-Pfalz war das einzige Bundesland, das derartige versicherungsmathematisch berechneten monatlichen Versorgungsrücklagen (zwischen 27,7 und 38,8 % der Besoldung) für jeden neu eingestellten Beamten und Richter seit 1996 in den Pensionsfonds zahlte, um deren spätere Versorgung sicherzustellen. Der Pensionsfonds wurde zu Mitte Dezember 2017 gemäß Landtagsbeschluss aufgelöst. Das angesammelte Vermögen von rund 5,65 Mrd. Euro floss zurück in den allgemeinen Haushalt, wodurch sich die Verschuldung des Landes von rund 38 Mrd. Euro auf rund 33 Mrd. Euro verringerte. Behalten wurde die sogenannte Kanther-Rücklage, welche zu Beginn des Jahres 2017 rund 467 Mio. Euro umfasste.

### Saarland
Verwaltung durch das Ministerium für Finanzen und Europa in Schuldscheinen des Landes zu marktüblichen Bedingungen.

### Sachsen
Anlage der Mittel in Schuldverschreibungen oder Schuldscheindarlehen des Freistaates Sachsen, soweit in den Anlagerichtlinien nichts anderes festgelegt wird.

### Sachsen-Anhalt
Anlage in handelbaren Schuldverschreibungen der Länder und des Bundes zu marktüblichen Bedingungen.

### Schleswig-Holstein
Anlage der Mittel in handelbaren Schuldverschreibungen des Landes Schleswig-Holstein, anderer Bundesländer, des Bundes und Staaten der EU-Währungsunion. Anfang 2019 waren rund 700 Mio. Euro im Vorsorgefonds des Landes. Es ist beabsichtigt, bis zu 25 % in Aktien zu investieren.

### Thüringen
Das Sondervermögen wird unter der Bezeichnung „Thüringer Pensionsfonds“ durch das Finanzministerium in Erfurt mündelsicher (§ 1807 BGB) verwaltet.